# Дир-Ривер (город)
Дир-Ривер (англ. Deer River) — город в округе Айтаска, штат Миннесота, США. По данным переписи за 2010 год число жителей города составляло 930 человек. Дир-Ривер был основан в 1898 году. Название произошло от реки Дир-Ривер и является переводом на английский индейского имени Wawashkeshiwi (означает «лосиная река»).

## Географическое положение
По данным Бюро переписи населения США город имеет общую площадь в 3,34 км². Он находится на берегу реки Дир-Ривер.
Через город проходит автомагистраль  US 2 и  дорога 6 штата Миннесота.

## История
Наиболее вероятно, что первым поселенцем территории был Огаст Чейз. Он поселился на берегу озера Чейз в 1889 году. Вскоре территорию заселили поселенцы из Дулута. 20 февраля 1894 года был создан тауншип Дир-Ривер. За два года к тауншипу была проведена железная дорога. На его территории активно развивался посёлок лесорубов, который был инкорпорирован как город 22 января 1898 года.

## Население
В 2010 году на территории тауншипа проживало 930 человек (из них 44,9 % мужчин и 55,1 % женщин), насчитывалось 397 домашних хозяйств и 212 семей. На территории города было расположено 434 постройки со средней плотностью 129,9 построек на один квадратный километр суши. Расовый состав: белые — 83,8 %, афроамериканцы — 0,1 %, коренные американцы — 11,5 %.
Население города по возрастному диапазону по данным переписи 2010 года распределилось следующим образом: 29,2 % — жители младше 21 года, 49,2 % — от 21 до 65 лет и 21,6 % — в возрасте 65 лет и старше. Средний возраст населения — 39,8 лет. На каждые 100 женщин в Дир-Ривере приходилось 81,6 мужчин, при этом на 100 совершеннолетних женщин приходилось уже 77,0 мужчин сопоставимого возраста.
Из 397 домашних хозяйств 53,4 % представляли собой семьи: 37,5 % совместно проживающих супружеских пар (14,9 % с детьми младше 18 лет); 10,8 % — женщины, проживающие без мужей, 5,0 % — мужчины, проживающие без жён. 46,6 % не имели семьи. В среднем домашнее хозяйство ведут 2,25 человека, а средний размер семьи — 3,05 человека. В одиночестве проживали 39,8 % населения, 19,4 % составляли одинокие пожилые люди (старше 65 лет).
В 2015 году из 768 человек старше 16 лет имели работу 350. В 2014 году медианный доход на семью оценивался в 39 821 $, на домашнее хозяйство — в 26 875 $. Доход на душу населения — 16 493 $ в год.